# Tee Scott
Tee Scott, pseudonimo di Marc Allen Scott (New York, 17 settembre 1948 – 12 dicembre 1995), è stato un disc jockey e produttore discografico statunitense.
Conosciuto anche come Toraino Scott, è stato una fra le figure più influenti nella storia della musica dance al pari di François Kevorkian, Frankie Knuckles e Larry Levan. Nel 2004 è stato inserito fra i membri della Dance Music Hall of Fame.

## Biografia
Iniziò la carriera di dj all'inizio degli anni settanta al "Better Days" di New York, arrivando poi a suonare anche in locali all'epoca fra i più conosciuti e frequentati come il "Club Zanzibar" di Newark, il "The ClubHouse" di Washington e "L'Uomo" di Detroit.
Nel corso degli anni si è legato a varie etichette discografiche (fra cui la West End Records, la Salsoul Records e la Emergency Records).
Terminò l'attività all'inizio degli anni novanta, anche per colpa di un cancro diagnosticatogli all'età di 41 anni; morì sei anni più tardi.